# Burke Reef
Burke Reef är ett rev på Stora barriärrevet i Australien.   Det ligger cirka 11 km utanför Kap Yorkhalvöns östkust. 